# Burios

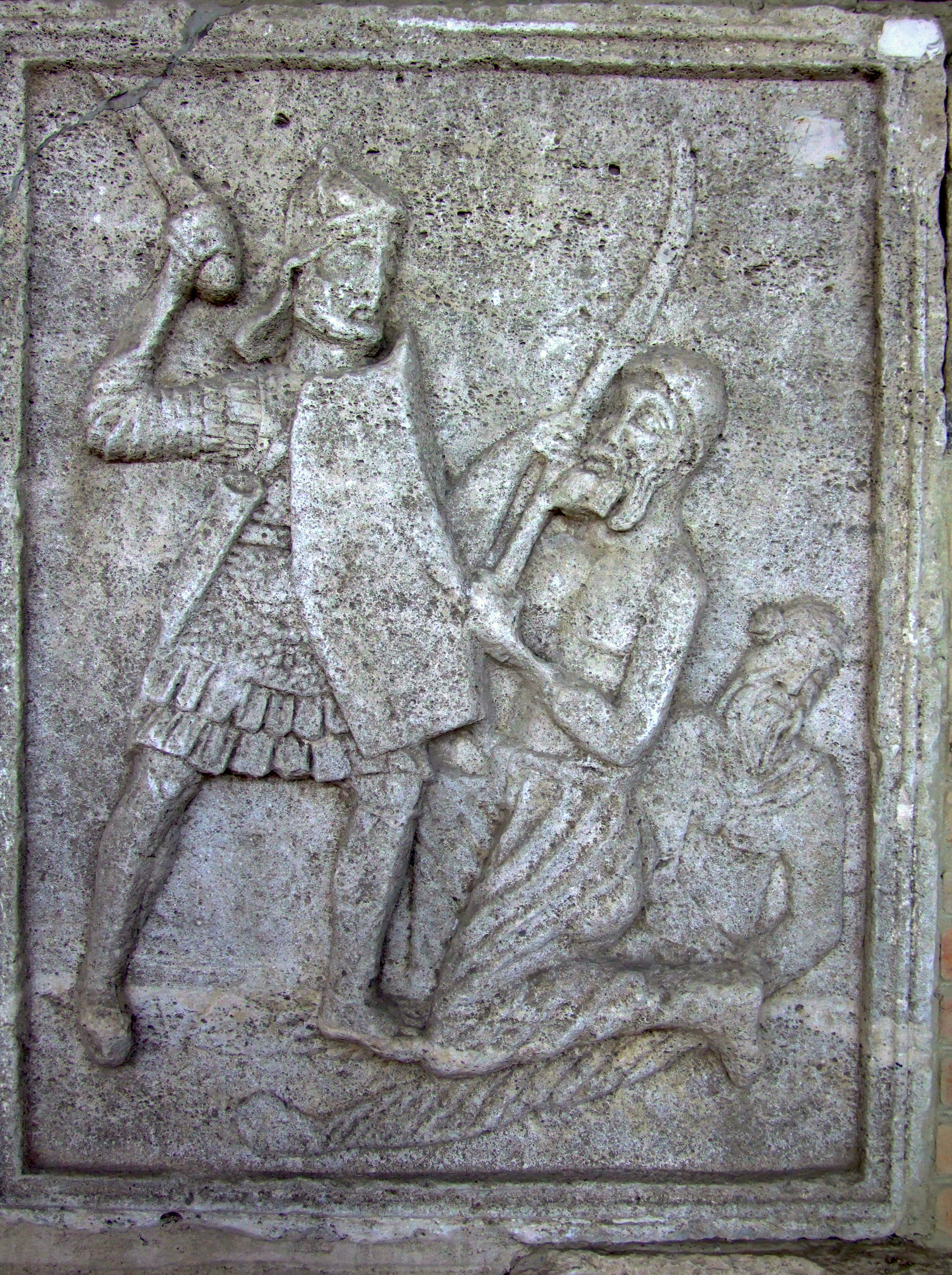
Escena bélica del Tropaeum Traiani: un legionario Romano combatiendo con un guerrero dacio, mientras un guerrero burio, que lleva nudo suevo, está herido en el suelo.

Los burios eran un antiguo pueblo germánico. Aparecen mencionados por primera vez en la Germania de Tácito, en la que aparecen como un pueblo cercano a los marcomanos y a los cuados de Bohemia y Moravia. También se menciona que su lengua y sus costumbres eran semejantes a la de los suevos.
Un pequeño contingente de burios acompañó a los suevos en su invasión de la península ibérica, así como en su establecimiento en la Gallaecia en el siglo V entre los ríos Cavado y Homem. A esa zona se la conoce como Terras de Bouro.